# McKinney (États-Unis)
Pour les articles homonymes, voir McKinney.
McKinney est une ville du Texas, dans le comté de Collin, aux États-Unis. Avec 213 509 habitants en 2023, elle est la 15e ville la plus peuplée du Texas. Elle est la ville de plus de 50 000 habitants à avoir eu la croissance la plus rapide du pays, la seconde en 2007 et la troisième en 2008, cette fois-ci parmi les villes de plus de 100 000.

## Histoire
Le 24 mars 1849, William Davies, qui possédait 1 200 hectares de terres en fait don de 50 pour permettre la création de la ville. Dix ans plus tard, celle-ci était « incorporée », obtenant ainsi un statut indépendant. En 1913, elle accède à sa forme de gouvernement actuelle.
Pendant les 125 premières années de son histoire, McKinney constitue le principal centre commercial du comté. On y trouve de la farine, du maïs et des filatures de coton, un moulin d'huile de coton, aussi bien que des banques, des églises, des écoles, des journaux et, dans les années 1880, un opéra.
La population passe de 35 habitants en 1848 à 4 714 en 1912, puis plus de 10 000 en 1953, avec 355 entreprises. La ville sert toujours de centre de commerce agricole jusqu'à la fin des années 1960.
En 1970, McKinney est dépassée par Plano, elle atteint 21 283 habitants en 1990. La population n'a pas cessé d'augmenter très rapidement depuis ; de nombreuses personnes qui travaillent dans les villes de Plano et Dallas viennent s'y installer.
En septembre 2012, le magazine Money (en) place la ville au deuxième rang des endroits où il fait bon vivre aux États-Unis. C'est la seule ville de l'État à se trouver dans les 10 premières du classement. Elle est maintenant considérée comme faisant partie intégrante de la zone Dallas/Fort Worth Metroplex.

## Toponymie
Son nom provient de Collin McKinney, signataire de la déclaration d'indépendance du Texas et membre du congrès de la république du Texas.

## Climat
La ville bénéficie d'un climat subtropical humide. Le mois de juillet est le plus chaud, le record de température (48°) date de 1936. Janvier est le plus froid avec un record de -22° en 1930. Le mois le plus arrosé est celui de mars. L'humidité rend la chaleur plus lourde l'été, les hivers sont pluvieux avec occasionnellement des tempêtes de neige. Le printemps est marqué par des conditions venteuses venues du golfe du Mexique.

## Démographie
En 2010, la population s'élève à 136 073 habitants dont 77.6 % d'Euro-Américains, 19.4 % de Latinos et 11.4 % d'Afro-Américains. En 2006, il y avait 102 853 habitants, 28 186 ménages et 23 966 familles. La densité de population était de 361,7 hab/km2.

Le revenu moyen était de 28 185 dollars par habitant avec 8,5 % vivant sous le seuil de pauvreté.

## Gouvernement

### Le conseil municipal
Le conseil est constitué d'un maire, de 4 conseillers de district et de deux autres membres. Brian Loughmiller (en), un élu républicain, a été élu maire en 2009 pour une durée de trois ans.

### La représentation de l'État
Mc Kinney est représentée au sénat du Texas par la républicaine Florence Shapiro (en) pour le 8e district et Craig Estes (en) pour le 30e.
Pour la chambre des représentants du Texas, elle est représentée par Ken Paxton du 70e district.

### La représentation fédérale
Au niveau fédéral, les deux sénateurs sont Ted Cruz et John Cornyn, tous deux républicains. Au Congrès, la ville fait partie du 3e district, elle est représentée par Sam Johnson.

## Médias
Le McKinney Courier-Gazette est un quotidien publié à McKinney qui couvre le territoire du comté. Son tirage est de 4 400 exemplaires par jour.

## Infrastructures
McKinney est desservie par deux autoroutes : la U.S. Route 75 et la U.S. Route 380. L'aéroport régional du comté est construit sur le territoire de la ville. Le réseau ferré local est géré par la compagnie Dallas, Garland and Northeastern Railroad (en).

## Personnalités liées à la ville
- Kenneth E. Hagin (1917-2003), prêcheur pentecôtiste.
- Robert Richardson (en), (1982-), pilote automobile.
- James W. Throckmorton (1825-1894), gouverneur du Texas en 1866.
- Tommy Crutcher (1941-2002), joueur de football américain.
- Chad Haga (1988 -), coureur cycliste professionnel

## Source
- (en) Cet article est partiellement ou en totalité issu de l’article de Wikipédia en anglais intitulé « McKinney, Texas » (voir la liste des auteurs).

1. ↑  (en) « U.S. Census Bureau QuickFacts: McKinney city, Texas », sur census.gov, Bureau du recensement des États-Unis (consulté le 9 août 2024).
2. ↑  Chiffres du Bureau américain du recensement pour 2010
3. ↑  Les chiffres peuvent dépasser 100 %, car certaines personnes déclarent appartenir à plusieurs groupes à la fois : par exemple, noir et latino.